# Purple Mountains
Purple Mountains fue un proyecto de indie rock estadounidense formado por el músico y poeta David Berman en mayo de 2019, más de una década después de la disolución del grupo anterior de Berman, Silver Jews. El álbum homónimo fue lanzado en julio de 2019, siendo grabado principalmente en Chicago y producido por Jarvis Taveniere y Jeremy Earl de la banda Woods.
El nombre del proyecto es un pomporruta de la letra "Purple mountain majesties" de "America the Beautiful".
Purple Mountains se disolvió -presumiblemente- tras la muerte de Berman el 7 de agosto de 2019.

## Contexto
Berman había vuelto a la música en 2018 coproduciendo el álbum Universalists de Yonatan Gat. El 12 de diciembre de 2018, el exmiembro de Pavement y Silver Jews Bob Nastanovich reveló en su podcast Three Songs que David Berman regresaba a la escena musical en 2019 bajo el nombre de Purple Mountains, que también era el nombre del blog de Berman. En ocasiones Berman emplearía Menthol Mountains como título para dicho blog.
El 10 de mayo de 2019 Berman lanzó su primera canción después de algo más de una  década de silencio, el sencillo en vinilo "All My Happiness Is Gone", con el sello Drag City, bajo el nombre Purple Mountains. El sencillo incluía dos remixes de la canción, "All My Happiness Is Wrong" a cargo de Noah Count y "All My Happiness Is Long" por Mark Nevers con samples de Dave Cloud, y también indicaba que un álbum de larga duración estaba a un "par de meses de distancia". En los créditos, además de Berman, aparecían Jeremy Earl y Jarvis Taveniere de Woods, Aaron Neveu y la compositora Anna St. Louis. El sencillo fue lanzado en formato digital el 17 de mayo de 2019 junto al anuncio de un álbum de larga duración. El álbum homónimo de debut, acompañado de una gira por Estados Unidos, fue lanzado el 12 de julio de 2019. "Darkness and Cold" fue lanzado como el segundo sencillo del álbum el 11 de junio de 2019. "Margaritas at the Mall" fue lanzado como el tercer y último sencillo del álbum el 28 de junio de 2019.
Berman había encargado un remix de "All My Happiness Is Gone" al grupo australiano de música electrónica The Avalanches, con quien ya había colaborado en el pasado, pero un problema con la licencia de la canción impidió el lanzamiento de su versión.
Berman se suicidó el 7 de agosto de 2019.

## Discografía

### Álbumes de estudio
- Purple Mountains (2019)[15]

### Sencillos
- "All My Happiness Is Gone" (2019)[16]
- "Darkness and Cold" (2019)
- "Margaritas at the Mall" (2019)